# Giải Pulitzer cho tác phẩm Tiểu sử và Tự truyện
Giải Pulitzer cho tác phẩm Tiểu sử và Tự truyện (tiếng Anh: Pulitzer Prize for Biography or Autobiography) là một giải thưởng dành cho sách về tiểu sử hoặc tự truyện xuất sắc của một tác giả người Mỹ. Giải này được thiết lập từ năm 1917.

## Những tác phẩm và tác giả đoạt giải

### Thập niên 1910
- 1917: Julia Ward Howe của Laura E. Richards của Maud Howe Elliott, assisted by Florence Howe Hall
- 1918: Benjamin Franklin, Self-Revealed của William Cabell Bruce
- 1919: The Education of Henry Adams của Henry Adams

### Thập niên 1920
- 1920: The Life of John Marshall, 4 tập, của Albert J. Beveridge
- 1921: The Americanization of Edward Bok của Edward Bok
- 1922: A Daughter of the Middle Border của Hamlin Garland
- 1923: The Life and Letters of Walter H. Page của Burton J. Hendrick
- 1924: From Immigrant to Inventor của Michael I. Pupin
- 1925: Barrett Wendell and His Letters của M. A. Dewolfe Howe
- 1926: The Life of Sir William Osler, 2 tập, của Harvey Cushing
- 1927: Whitman của Emory Holloway
- 1928: The American Orchestra and Theodore Thomas của Charles Edward Russell
- 1929: The Training of an American: The Earlier Life and Letters of Walter H. Page của Burton J. Hendrick

### Thập niên 1930
- 1930: The Raven của Marquis James
- 1931: Charles W. Eliot của Henry James
- 1932: Theodore Roosevelt của Henry F. Pringle
- 1933: Grover Cleveland của Allan Nevins
- 1934: John Hay của Tyler Dennett
- 1935: R. E. Lee của Douglas S. Freeman
- 1936: The Thought and Character of William James của Ralph Barton Perry
- 1937: Hamilton Fish của Allan Nevins
- 1938: Pedlar's Progress của Odell Shepard
- 1938: Andrew Jackson, 2 tập, của Marquis James
- 1939: Benjamin Franklin của Carl Van Doren

### Thập niên 1940
- 1940: Woodrow Wilson, Life and Letters. tập VII & VIII của Ray Stannard Baker
- 1941: Jonathan Edwards, 1703-1758: a biography của Ola Elizabeth Winslow
- 1942: Crusader in Crinoline: The Life of Harriet Beecher Stowe của Forrest Wilson
- 1943: Admiral of the Ocean Sea của Samuel Eliot Morison
- 1944: The American Leonardo: The Life of Samuel F. B. Morse của Carleton Mabee
- 1945: George Bancroft: Brahmin Rebel của Russel Blaine Nye
- 1946: Son of the Wilderness: The Life of John Muir của Linnie Marsh Wolfe
- 1947: The Autobiography of William Allen White của William Allen White
- 1948: Forgotten First Citizen: John Bigelow của Margaret Clapp
- 1949: Roosevelt and Hopkins của Robert E. Sherwood

### Thập niên 1950
- 1950: John Quincy Adams and the Foundations of American Foreign Policy của Samuel Flagg Bemis
- 1951: John C. Calhoun: American Portrait của Margaret Louise Coit
- 1952: Charles Evans Hughes của Merlo J. Pusey
- 1953: Edmund Pendleton 1721–1803 của David J. Mays
- 1954: The Spirit of St. Louis của Charles A. Lindbergh
- 1955: The Taft Story của William S. White
- 1956: Benjamin Henry Latrobe của Talbot Faulkner Hamlin
- 1957: Profiles in Courage của John F. Kennedy
- 1958: George Washington, Volumes I-VI của Douglas Southall Freeman, và Tập VII, viết bởi John Alexander Carroll & Mary Wells Ashworth sau cái chết của Dr. Freeman năm 1953
- 1959: Woodrow Wilson, American Prophet của Arthur Walworth

### Thập niên 1960
- 1960: John Paul Jones của Samuel Eliot Morison
- 1961: Charles Sumner and the Coming of the Civil War của David Donald
- 1962: không trao giải[2]
- 1963: Henry James của Leon Edel
- 1964: John Keats của Walter Jackson Bate
- 1965: Henry Adams, 3 tập, của Ernest Samuels
- 1966: A Thousand Days của Arthur M. Schlesinger, Jr.
- 1967: Mr. Clemens and Mark Twain của Justin Kaplan
- 1968: Memoirs của George Frost Kennan
- 1969: The Man From New York: John Quinn and His Friends của Benjamin Lawrence Reid

### Thập niên 1970
- 1970: Huey Long của Thomas Harry Williams
- 1971: Robert Frost: The Years of Triumph, 1915–1938, của Lawrence Thompson
- 1972: Eleanor and Franklin của Joseph P. Lash
- 1973: Luce and His Empire của W. A. Swanberg
- 1974: O'Neill, Son and Artist của Louis Sheaffer
- 1975: The Power Broker: Robert Moses and the Fall of New York của Robert Caro
- 1976: Edith Wharton: A Biography của R. W. B. Lewis
- 1977: A Prince of Our Disorder: The Life of T E. Lawrence của John E. Mack
- 1978: Samuel Johnson của Walter Jackson Bate
- 1979: Days of Sorrow and Pain: Leo Baeck and the Berlin Jews của Leonard Baker

### Thập niên 1980
- 1980: The Rise of Theodore Roosevelt của Edmund Morris
- 1981: Peter the Great: His Life and World của Robert K. Massie
- 1982: Grant: A Biography của William S. McFeely
- 1983: Growing Up của Russell Baker
- 1984: Booker T. Washington: The Wizard of Tuskegee, 1901–1915 của Louis R. Harlan
- 1985: The Life and Times of Cotton Mather của Kenneth Silverman
- 1986: Louise Bogan: A Portrait của Elizabeth Frank
- 1987: Bearing the Cross: Martin Luther King Jr. and the Southern Christian Leadership Conference của David J. Garrow
- 1988: Look Homeward: A Life of Thomas Wolfe của David Herbert Donald
- 1989: Oscar Wilde của Richard Ellmann

### Thập niên 1990
- 1990: Machiavelli in Hell của Sebastian de Grazia
- 1991: Jackson Pollock: An American Saga của Steven Naifeh & Gregory White Smith
- 1992: Fortunate Son: The Autobiography of Lewis B. Puller Jr. của Lewis B. Puller
- 1993: Truman của David McCullough
- 1994: W.E.B. Du Bois: Biography of a Race, 1868–1919 của David Levering Lewis
- 1995: Harriet Beecher Stowe: A Life của Joan D. Hedrick
- 1996: God: A Biography của Jack Miles
- 1997: Angela's Ashes: A Memoir của Frank McCourt
- 1998: Personal History của Katharine Graham
- 1999: Lindbergh của A. Scott Berg

### Thập niên 2000
- 2000: Vera, Mrs. Vladimir Nabokov của Stacy Schiff
- 2001: W.E.B. Du Bois: The Fight for Equality and The American Century, 1919–1963 của David Levering Lewis
- 2002: John Adams của David McCullough
- 2003: Master of the Senate: The Years of Lyndon Johnson của Robert Caro
- 2004: Khrushchev: The Man and His Era của William Taubman
- 2005: de Kooning: An American Master của Mark Stevens & Annalyn Swan
- 2006: American Prometheus: The Triumph and Tragedy of J. Robert Oppenheimer của Kai Bird & Martin J. Sherwin
- 2007: The Most Famous Man in America của Debby Applegate
- 2008: Eden's Outcasts: The Story of Louisa May Alcott and Her Father của John Matteson
- 2009: American Lion: Andrew Jackson in the White House của Jon Meacham

### Thập niên 2010
- 2010: The First Tycoon: The Epic Life of Cornelius Vanderbilt của T.J. Stiles
- 2011: Washington: A Life của Ron Chernow
- 2012: George F. Kennan: An American Life của John Lewis Gaddis
- 2013: The Black Count: Glory, Revolution, Betrayal, and the Real Count of Monte Cristo của Tom Reiss
- 2014: Margaret Fuller: A New American Life của Megan Marshall